# Victor John Peter
Victor John Peter (Chennai, 19 juni 1937 – Chennai, 30 juni 1998) was een Indiaas hockeyer.
Victor nam driemaal deel aan de Olympische Zomerspelen en won medailles in alle drie de kleuren. In 1960 en 1964 speelde India de finale tegen aartsrivaal Pakistan.

## Resultaten
- 1960  Olympische Zomerspelen in Rome
- 1964  Olympische Zomerspelen in Tokio
- 1966  Aziatische Spelen 1966 in Bangkok
- 1968  Olympische Zomerspelen in Mexico-Stad